# جيمس توماس (سياسي)
جيمس توماس (بالإنجليزية: James Henry Thomas) (و. 1874 – 1949 م) هو سياسي، وكاتب غير روائي، ونقابي من المملكة المتحدة، وويلز، والمملكة المتحدة لبريطانيا العظمى وأيرلندا، ولد في نيوبورت، كان عضوًا في حزب العمال، توفي في لندن، عن عمر يناهز 75 عاماً.

## مناصب
تولى منصب عضو برلمان المملكة المتحدة الـ37 (14 نوفمبر 1935–11 يونيو 1936)
- عضو برلمان المملكة المتحدة الـ36 (27 أكتوبر 1931–25 أكتوبر 1935)
- عضو برلمان المملكة المتحدة الـ35 (30 مايو 1929–7 أكتوبر 1931)
- وزارة المستعمرات في بريطانيا (حتى 3 نوفمبر 1924)
- عضو برلمان المملكة المتحدة الـ34 (29 أكتوبر 1924–10 مايو 1929)
- عضو برلمان المملكة المتحدة الـ33 (6 ديسمبر 1923–9 أكتوبر 1924)
- عضو برلمان المملكة المتحدة الـ32 (15 نوفمبر 1922–16 نوفمبر 1923)
- عضو برلمان المملكة المتحدة الـ31 (14 ديسمبر 1918–26 أكتوبر 1922)
- عضو برلمان المملكة المتحدة الـ30 (3 ديسمبر 1910–25 نوفمبر 1918)
- عضو برلمان المملكة المتحدة الـ29 (15 يناير 1910–28 نوفمبر 1910).

## روابط خارجية
- جيمس توماس على موقع الموسوعة البريطانية (الإنجليزية)